# ペーター・ベルリング
ペーター・ベルリング（Peter Berling、1934年3月20日 - 2017年11月21日）は、ドイツの映画俳優、映画製作者、脚本家、小説家。日本ではピーター・バーリングと英語読みで表記されることもある。

## 人物

### 俳優としての特徴
旧西ドイツ時代の1950年代の末から晩年の2010年代までの間に映画出演し、ヴェルナー・ヘルツォークやライナー・ヴェルナー・ファスビンダーと言ったニュー・ジャーマン・シネマの旗手の監督作品への出演で知られる。脇役が主な領分で、時には怪しげな人物や悪役も演じた。
1970年代からはマカロニ・ウェスタン等のイタリア映画や合作映画にも進出し、1980年代以降には低予算のマカロニ物（疑似米国映画）に出演する傍ら、フランスのジャン＝ジャック・アノー監督の『薔薇の名前』（1986年）、米国のマーティン・スコセッシ監督の『最後の誘惑』（1988年）と『ギャング・オブ・ニューヨーク』（2002年）、イタリアのリリアーナ・カヴァーニ監督の『フランチェスコ』（1989年）等、巨匠監督の作品にも脇役ないし端役ながらも起用された。
1998年にはマカロニ・ウエスタンの情熱を回顧するドキュメンタリー映画『アメリカ・イン・ローマ』（未ソフト化）が製作された。彼が住むローマのマンションへ『新・荒野の用心棒』（1968年）で知られる俳優のグリエルモ・スポレティーニが訪問する場面に姿を見せた。

### ヴェルナー・ヘルツォーク作品に出演
ヴェルナー・ヘルツォーク監督とは『アギーレ/神の怒り』（1972年）、『フィツカラルド』（1982年）、『コブラ・ヴェルデ』（1987年）で組み、いずれも脇役だったが、上記3作品ともクラウス・キンスキーが主演である。

### プロデューサーとしての活動
1960年代の初頭から製作や製作総指揮を務める様になった。スペインのアンダルシア州で撮影された西部劇『ホワイティー』（1971年/未ソフト化）で製作総指揮を務めてからは、ライナー・ヴェルナー・ファスビンダー監督と組む様になった。
イタリアとの合作映画である犯罪アクション物で、セルジオ・ソリーマ監督の代表作でもある『非情の標的』（1973年）には端役出演の傍らライン・プロデューサーをクレジット無しで担当したとインターネット・ムービー・データベースにある。

### 脚本家とスタッフとしての活動
脚本家としては1960年代の初頭から活動開始し、自国映画以外にもマカロニ・ウエスタン『西部の三銃士』（1973年/未ソフト化）やフェルナンド・ディ・レオ監督の『ザ・シシリアン/復讐の挽歌』（1976年/未/ビデオ/テレビ放映）等のイタリア映画も数本手掛けた。
助監督としてはエドワード・ドミトリク監督の『嘆きの天使』（1959年）があり、第二助監督としてだった。また、製作管理（プロダクション・マネージャー）を担当したこともある。
リチャード・フライシャー監督、カーク・ダグラス主演のハリウッド大作『ヴァイキング』（1958年）ではドイツ語版の翻訳を務めた。なお、ドイツ語版のナレーションはクルト・ユルゲンスだった。

## 著書
- Robert Katz; Peter Berling (1987). Love is colder than death : the life and times of Rainer Werner Fassbinder. Cape. ISBN 0224021745
- Peter Berling (1995). Die 13 Jahre des Rainer Werner Fassbinder. Bastei-Lübbe Taschenbuch (Überarbeitete Taschenbuchausg. ed.). Lübbe. ISBN 3404613422

## フィルモグラフィ
- 『美女なで切り/好色性豪伝』（1971年）レイムンド・ハームストルフ、シビル・ダニング出演
- 『さらば外人部隊』（1971年）セルジオ・グリエコ監督、ピーター・ストラウス、ティナ・オーモン出演
- 『アギーレ/神の怒り』（1972年）（東映/東北新社から発売済み、日本で1983年5月に劇場公開し2001年1月にリバイバル上映）ヴェルナー・ヘルツォーク監督、クラウス・キンスキー出演
- 『皆殺しハンター』（1972年）フェルナンド・ディ・レオ監督、マリオ・アドルフ、ヘンリー・シルヴァ、シルヴァ・コシナ、ウディ・ストロード出演
- 『続・荒野の無頼漢』（1972年/未/テレビ放映）アンソニー・アスコット監督、ジョージ・ヒルトン出演
- 『西部の三銃士』（1973年/未ソフト化）ティモシー・ブレント、ジョージ・イーストマン出演
- 『非情の標的』（1973年）セルジオ・ソリーマ監督、オリヴァー・リード、ファビオ・テスティ出演
- 『ダーティ・ウィークエンド』（1974年/未/テレビ放映）ディーノ・リージ監督、マルチェロ・マストロヤンニ、オリヴァー・リード出演
- 『ザ・シシリアン/復讐の挽歌』（1976年/未/ビデオ/テレビ放映）（大陸書房から発売済み、コアラブックスから再発売済み）フェルナンド・ディ・レオ監督、ジャック・パランス、アル・クライヴァー、エドモンド・パードム出演
- 『フィツカラルド』（1982年）（ソニーから発売済み、日本で1983年7月に劇場公開し2001年2月にリバイバル上映）ヴェルナー・ヘルツォーク監督、クラウス・キンスキー、クラウディア・カルディナーレ出演
- 『ベロニカ・フォスのあこがれ』（1982年）
- 『アバンチュールはデュエットで』（1983年/未/ビデオ）（日本コロムビアから発売済み）カルロ・バンツィーナ監督、ガブリエレ・ティンティ、ジョン・スタイナー出演
- 『魔境のガン・ファイター』（1985年/未/ビデオ/テレビ放映）（キング・ビデオ/東北新社から発売済み）ドゥッチオ・テッサリ監督、ジュリアーノ・ジェンマ、ウィリアム・バーガー出演
- 『キリマンジャロの秘宝』（1986年/未/ビデオ）（東芝映像から発売済み）ミーノ・グェリーニ監督、トビアス・オーズル、クリストファー・コネリー、ゴードン・ミッチェル出演
- 『薔薇の名前』（1986年）（ヘラルド/ネルソンから発売済み、東北新社から再発売済み）ジャン＝ジャック・アノー監督、ショーン・コネリー、F・マーリー・エイブラハム、クリスチャン・スレーター、マイケル・ロンズデール、ロン・パールマン出演
- 『コブラ・ヴェルデ』（1987年）（松竹から発売済み）ヴェルナー・ヘルツォーク監督、クラウス・キンスキー出演
- 『最後の誘惑』（1988年）マーティン・スコシージ監督、ウィレム・デフォー、ハーヴェイ・カイテル、デヴィッド・ボウイ、ハリー・ディーン・スタントン出演
- 『幽霊伝説/フランケンシュタイン誕生秘話』（1988年）イヴァン・パッセル監督
- 『フランチェスコ』（1989年）（大映から発売済み）リリアーナ・カヴァーニ監督、ミッキー・ローク、ヘレナ・ボナム＝カーター、マリオ・アドルフ出演
- 『サタンタンゴ』（1994年）（2019年にベルリン国際映画祭フォーラム部門で初披露された「4K デジタル・レストア版」が日本で同年10月に劇場公開）
- 『ティコ・ムーン』（1997年）
- 『ギャング・オブ・ニューヨーク』（2002年）マーティン・スコシージ監督、レオナルド・ディカプリオ出演